# Khankhuuluu
Khankhuuluu (príncep dels dracs) és un gènere extint de teròpodes tiranosauroïdeus del Cretaci superior en el que actualment és Mongòlia, concretament, la formació Bayanshiree. Descobert durant els anys 1972 i 1973, i descrit el 1977 com a un exemplar del gènere Alectrosaurus, va ser classificat com a una espècie nova l'any 2025. Mostra trets tant de tiranosauroïdeus basals com de tiranosauroïdeus més avançats. Només consta d'una espècie, Khankhuuluu mongoliensis.